# Сокол (польское гимнастическое общество)

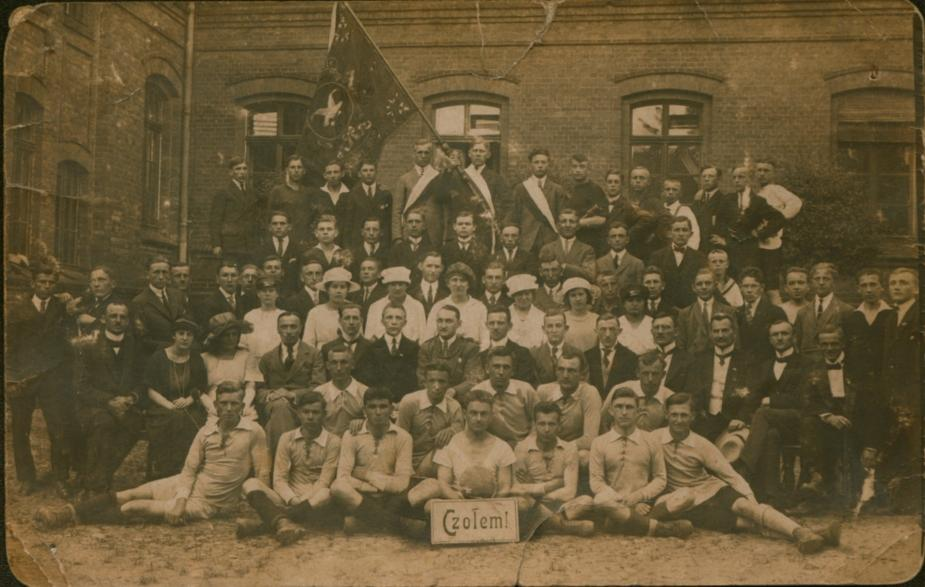
Фотография членов общества, 1925 год

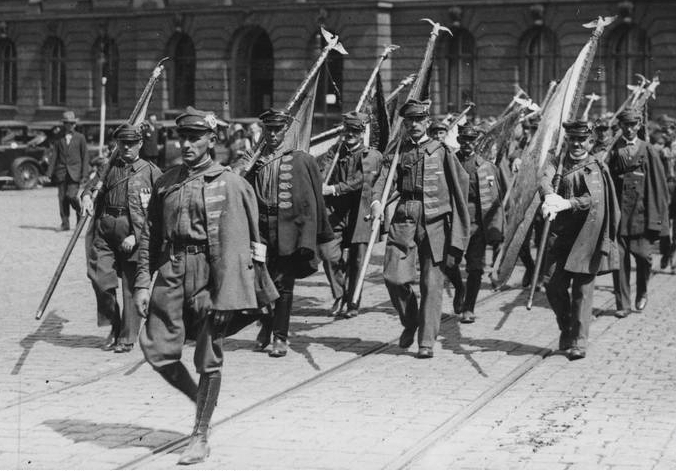
Марш членов общества «Сокол», Познань, 1932 год

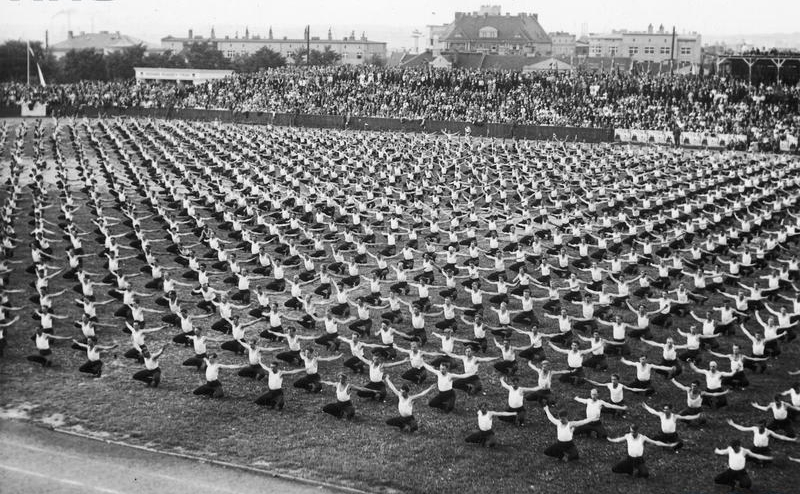
VIII всепольский слёт общества в Катовице, 1937 год

Польское гимнастическое общество «Сокол» (пол. Polskie Towarzystwo Gimnastyczne „Sokół”) — гимнастическое общество, пионерская организация физического воспитания и спорта, полувоенная организация, действующая в Польше с 1867 года. Члены этого общества внесли значительный вклад в популяризацию гимнастики в польском обществе, организации спортивных клубов, развитии харцерского движения и патриотическом движении. Гимнастическое общество «Сокол» активно занималось политической деятельностью, поддерживания патриотическое движение в период борьбы за независимость и между двумя мировыми войнами. Деятельность общества была запрещена во время Польской Народной Республики и была возобновлена в 1989 году.

## История
Первая организация «Сокола» была основана 7 февраля 1867 года во Львове по модели общества "Чешский Сокол, которое было основано в 1862 году чешским общественным деятелем Мирославом Тыршем. Первыми членами общества были польский писатель Ян Добжанский, Клеменс Жукотынский, Людвик Гольтенталь, Ян Жаплахта-Запалович, Юзеф Миллерет, Жегота Крувчинский, начальник львовской пожарной охраны Павел Праун и Владислав Яниковский. Львовская организация со временем была переименована в «Сокол Отчизны» в течение 17 лет была единственной подобной организацией на польских землях. Второе отделение было основано в 1884 году в Тарнуве и Станиславове. В 1885 году были основаны отделения общества в Перемышле, Кракове, Коломые и Тернополе. В 1892 году эти отделения были соединены в единую организацию под названием «Союз польского сокольства» с центром во Львове.
В 1894 году во Вроцлаве было основано самостоятельное общество «Сокол». До начала Первой мировой войны в Силезии действовало 23 отделения силезского общества. В 1919 году в Силезии насчитывалось 59 отделений с 20 тысячами членов.
Общество имело свою структуру. Центральная организация во Львове называлась «гнездом», а её отделения назывались как «сокольни» или «польские гнёзда», объединявшиеся в округа.
По инициативе общества в Польше возникали многочисленные спортивные клубы, в том числе футбольные клубы. 14 июля 1894 года общество организовало во Львове первый польский футбольный матч между членами львовского и краковского отделений общества.
С 1910 года в краковском отделения впервые стали формироваться первые военные отделения общества, которые покровительствовали детским харцерским организациям. После начала Первой мировой войны во всех отделениях общества стали активно возникать военизированные отделения, которые стали основой Польских легионов, воевавшие на стороне Австро-Венгрии.
После обретения Польшей независимости центр общества был перенесён в Варшаву. Организация общества была реорганизована. В период между двумя мировыми войнами продолжалось дальнейшее развитие общества. После Второй мировой войны в Кракове предпринимались попытки восстановить деятельность общества в национальном масштабе. 9 сентября 1945 года в Кракове состоялся всепольский съезд общества, в котором участвовало около 100 делегатов. На этом съезде было принято решение создать Временный совет во главе с Эдвардом Кубальским. Временный совет имел полномочия заниматься воссозданием деятельности общества. Через некоторое время власти Польской Народной Республики запретили деятельность Временного совета. С этого времени в эмиграции действовали малочисленные организации общества.
6 ноября 1989 года по инициативе Яна Млотковского была возобновлена деятельность общества в Польше. В настоящее время общество насчитывает 86 отделений с общей численность около 10 тысяч членов.